# Walchwil
Walchwil is een gemeente en plaats in het Zwitserse kanton Zug. Het ligt aan de oostkust van het meer van Zug ten zuiden van de Zugerberg. Walchwil telt 3567 inwoners (telling per 31 december 2010).
Baar · Cham · Hünenberg · Menzingen · Neuheim · Oberägeri · Risch-Rotkreuz · Steinhausen · Unterägeri · Walchwil · Zug
- Gemeinsame Normdatei: 4202532-1
- Historisch woordenboek van Zwitserland: 000796
- MusicBrainz: 716ba9e1-ceee-46f4-9de4-27529308c302
- Virtual International Authority File: 239055453
- WorldCat: E39PBJgxkwPHkkTHj7KdDkCYT3